# 這是怎麼回事
「這是怎麼回事」（이게 무슨 일이야）是韓國的男子組合B1A4的第4枚迷你專輯。於2013年5月6日發行。唱片公司為WM Entertainment。

## 概要
- 與上一張迷你專輯「IN THE WIND」相距約6個月。
- 「這是怎麼回事（What's Happening?）」為此專輯的主打曲目，由隊長振永作曲、及與成員Baro一同填詞。此曲往後成為B1A4第三張日文單曲「這是怎麼回事 ～什麼啊？ 為何？」的韓語版本。
- 新曲「星光的音樂」原定為此專輯的後續曲目，但因成員Baro受傷的關係而決定結束此專輯的宣傳。
- 「這是怎麼回事（What's Happening?）」在2013年5月18日於Show! 音樂中心獲得1位，成為B1A4第一首於四大電視台的音樂節目取得第一位的歌曲。

## 收錄內容

### CD
1. 星光的音樂（별빛의 노래）
2. 這是怎麼回事（What's Happening?）（이게 무슨 일이야）
4th迷你專輯「這是怎麼回事」主打曲目
3. Yesterday
4. Good Love
5. 還要幾次（몇 번을）